# Problema do círculo de Gauss
Em matemática, o problema do círculo de Gauss consiste em determinar quantos pontos de coordenadas inteiras existem num círculo (no interior e na borda) centrado na origem e com raio r. O nome do problema faz referência a Carl Friedrich Gauss, a quem se deve os primeiros progressos rumo à uma solução.

## O problema
Considerando-se um círculo em R2 com centro na origem e raio r ≥ 0. O problema do círculo de Gauss pergunta quantos pontos existem dentro e na borda desse círculo que são da forma (m,n) onde m e n são ambos inteiros. Uma vez que a equação desse círculo é dada em coordenadas cartesianas por x2 + y2 = r2, a questão é equivalente a perguntar quantos pares de inteiros m e n existem tais que: {\displaystyle m^{2}+n^{2}\leq r^{2}.}
Se a resposta para um dado r for denotada por N(r) então a seguinte lista mostra os primeiros valores de N(r) para r um inteiro entre 0 e 10:
1, 5, 13, 29, 49, 81, 113, 149, 197, 253, 317.